# Kepayang (Kepenuhan Hulu)
Kepayang is een bestuurslaag in het regentschap Rokan Hulu van de provincie Riau, Indonesië. Kepayang telt 3158 inwoners (volkstelling 2010).